# Leonard Meredith
Lewis Leonard (Leon) Meredith, född 2 februari 1882 i St Pancras, London, död 27 januari 1930 i Davos, var en brittisk tävlingscyklist.
Meredith blev olympisk guldmedaljör i lagförföljelselopp vid spelen 1908 i London och silvermedaljör med det brittiska laget i nationstävlingen i individuellt tempolopp 1912 (Stockholm}. Därtill blev han sjufaldig världsmästare i stayer för amatörer (1904, 1905, 1907, 1908, 1909, 1911, 1913).